# Mirosław Bałka
Mirosław Bałka (Varsavia, 16 dicembre 1958) è un artista polacco.
Si è laureato nel 1985 in scultura all'Accademia di belle arti di Varsavia.

## Poetica
Attivo a partire dagli anni ottanta, l'artista indaga gli aspetti più profondi dell'esistenza in un percorso verso la scoperta della sensibilità umana. Il suo lavoro si snoda lungo i legami tra memoria e oblio, collettività e vissuto intimo. Attraverso l'uso di elementi e materiali quotidiani - come ferro, legno, sale e sapone -, fortemente evocativi di rituali e ricordi personali, Bałka realizza opere che inducono una riflessione sulla storia sulla religione e sulla mitologia.
Al centro della sua pratica artistica c'è la figura umana e, indipendentemente dalle forme espressive e dai linguaggi adottati, il corpo di Bałka è sempre presente in modo diretto o indiretto nel suo lavoro. Gli stessi titoli delle opere - spesso costituiti da lunghe sequenze aritmetiche - riportano le misure del corpo dell'artista, dove, per esempio, 190 centimetri indicano la sua altezza.
Anche la letteratura ha un ruolo significativo nel suo lavoro, influenzato principalmente sia dalla sperimentazione linguistica che dalla sintassi minimalista delle poesie d'avanguardia di Paul Celan e Samuel Beckett, sia dagli scritti di James Joyce che dalla poesia di Charles Bukowski.

## Mostre
L'artista ha avuto mostre personali presso il De Appel Foundation di Amsterdam, la Galeria Foksal di Varsavia, il Museum Haus Lange di Krefeld, la The Renaissance Society di Chicago, il Van Abbemuseum di Eindhoven, il Muzeum Sztuki di Łódź, la Tate Modern di Londra, il Museet for Samtidskunst di Oslo, l'IVAM di Valencia, Il National Museum of Art di Osaka, la Galeria Zachęta di Varsavia, lo SMAK di Gent, il Kröller-Müller Museum di Otterlo, il Museum of Contemporary Art di Zagabria, il Dundee Contemporary Arts di Dundee, la Douglas Hyde Gallery di Dublin, il Musee d’Art Moderne et Contemporain di Strasburgo, il K21 di Düsseldorf, l'Irish Museum of Modern Art di Dublino, il Modern Art di Oxford, la Kunsthalle di Karlsruhe, il Museo Reina Sofia di Madrid, il CCA di Varsavia, l'Akademie der Künste di Berlino e l'Hangar Bicocca di Milano.

## Riconoscimenti
Nel 1991 Bałka ha vinto il premio Mies Van Der Rohe istituito dal Kunstmuseum di Krefeld.
È membro dell'Akademie der Künste di Berlino.